# Раути, Пино
Пино Раути (итал. Pino Rauti; 19 ноября 1926, Кардинале — 2 ноября 2012, Рим), он же Джузеппе Умберто Раути — итальянский неофашистский политик. Основатель «Центра исследований Нового порядка». Национальный секретарь Итальянского социального движения в 1990—1991, лидер партии Fiamma Tricolore в 1995—2002 и Движения социальной идеи в 2004—2012. Депутат парламента Италии в 1972—1992. Неоднократно обвинялся в причастности к неофашистскому терроризму, оправдан по суду. Ведущий идеолог ультраправого радикализма.

## Юность фашиста

### Гвардеец Муссолини
С детства проникся идеями фашизма. В 17-летнем возрасте примкнул к Республике Сало, вступил в Национальную республиканскую гвардию. После окончательного падения режима Муссолини 25 апреля 1945 некоторое время находился в заключении. Освобождён в 1947, перебрался в Рим.
Примкнул к нелегальной фашистской группировке «Фасции революционного действия», пытавшейся развернуть в Италии антикоммунистическую гражданскую войну. Затем вступил в неофашистскую партию Итальянское социальное движение (MSI) и её молодёжные организации. Работал в партийном молодёжном журнале La Sfida.

### Радикальное начало в MSI
Пино Раути настаивал на радикальном соответствии фашистским принципам в идеологии и эстетике «прямого действия». Это привело к конфликту с партийным руководством, особенно умеренными сторонниками Артуро Микелини, старавшимися интегрировать MSI в парламентскую систему республики.

Мы не были ни консервативной силой, ни ответвлением социализма. У нас была своя философия, конкретная и оригинальная — наше представление о жизни… Капитализм и социализм — наши смертельные враги, несовместимые с тем, что одухотворяет нас.

Пино Раути

Активно сотрудничал с Юлиусом Эволой, развивая философские концепции неофашизма. В январе 1950 Раути был среди основателей теоретического журнал Imperium. Участвовал в публичных дебатах с Итальянской коммунистической партией, среди полемических оппонентов Пино Раути был Энрико Берлингуэр. Одно время Раути искал с коммунистами взаимопонимания на общей радикальной платформе.

Диалог с коммунистами был способом вырваться из логики противостояния, которая позволяла христианским демократам выступать оплотом против экстремистов с обеих сторон. Беспорядки пугали общество, поскольку за ними маячила перспектива гражданской войны. Я думал, что найду веские аргументы для левой молодёжи. Критика капитализма, американизма и атлантизма создавала возможный общий язык.

Пино Раути

## Первые обвинения в терактах
16 ноября 1950 в Риме произошли два взрыва в помещениях левых организаций. Через три недели Пино Раути с группой сотрудников Imperium был арестован по обвинению в связях с «чёрным подпольем».
12 марта 1951 были взорваны бомбы в МИД Италии, посольстве США и диппредставительстве СФРЮ (это был период итало-югославского конфликта из-за территории Триеста). Прошли новые аресты, в тюрьме оказался Эвола. Полиция установила, что Imperium печатался в той же типографии, где и листовки террористической организации «Чёрный легион». Связи между журналом, «Фасциями» и «Легионом» были установлены, но доказать причастность журналистов — включая Пино Раути — к терактам не удалось. Подсудимые были оправданы и вышли на свободу кумирами националистической молодёжи.

## Идеал «Нового порядка»

### Создание исследовательского центра
На съезде MSI 1952 в Л’Акуиле Раути выступал пропагандистом идей Эволы. Он и его сторонники получили ироническое прозвище Figli del Sole — «Дети солнца», отражавшую их идеологическую непримиримость. Большинство на съезде осталось за умеренным крылом Микелини, хотя Раути был избран в руководящий партийный орган.
Разногласия с руководством подтолкнули Раути к отставке в ноябре 1953. 15 ноября 1953 состоялось предварительное учредительное заседание «Центра исследований Нового порядка» (Centro Studi Ordine Nuovo, CSON). Эта структура сыграла важную роль в развитии неофашистского движения, особенно его идеологической эволюции.

### Доктрина Ordine Nuovo
Разработки CSON синтезировали идеи Эволы, фашистские доктрины Муссолини, Джентиле, Штадлера, германского нацизма (особенно штрассеровской версии), философские принципы Эрнста Юнгера, учение Рене Генона, воззрения Корнелиу Кодряну, геополитические разработки Мёллер ван ден Брука. Большой вклад в создание доктрины радикального неофашизма вносил сам Пино Раути, адаптировавший фашистский опыт к реалиям современности.
Базовые основы идеологии Ordine Nuovo включали корпоративный коллективизм и идеалистический активизм. Примат националистического государства и солидарной корпорации парадоксально сочетался с индивидуалистическим культом активной сильной личности. Экономические концепции в целом базировались на принципах синдикализма и категорически отвергали «финансово-материалистические» подходы либералов и марксистов. Геополитика «Нового порядка» предполагала формирование единой фашистской Европы, противостоящей либеральным США и коммунистическому СССР.
Антикоммунизм и антилиберализм рассматривались как две стороны одной борьбы — идеалистического понимания мира и человека против материалистических «сил зла». В качестве третьего противника рассматривалась консервативная реакция «старого типа», несовместимая с революционными тенденциями и ультраправой эстетикой. Важное место в политической методологии занимало штурмовое насилие.

После поражения 1945 года антифашистская пропаганда непрестанно атаковала нас. Против нас ополчился весь мир. Но мы были чем-то большим. Те, кто хотя бы немного знал фашизм, находили в нём источник гордости и воли к продолжению борьбы.

Пино Раути

Исследовательский центр, основанный Раути, рассматривается как предвосхищение будущей террористической организации «Новый порядок» Пьерлуиджи Конкутелли. Концепции Раути и его соратников оказали серьёзное влияние на развитие европейских «новых правых».

## Разрыв с умеренными
В ноябре 1956 на съезде MSI в Милане Артуро Микелини вновь добился переизбрания на пост национального секретаря. Попытки Раути предотвратить очередной успех умеренных — с опорой на «исследователей нового порядка» и левопопулистское крыло — не дали результатов. Начался выход неофашистских радикалов из партии. Среди покинувших MSI были Пино Раути, Клементе Грациани, Паоло Синьорелии, Стефано Делле Кьяйе — основатель боевого движения Национальный авангард (AN) в 1960.
Микелини и его сторонники интегрировали MSI в итальянскую парламентскую систему. В целом они шли в фарватере правого крыла правящих христианских демократов — ценой отказа от важных идейно-политических установок неофашизма. Это возмущало многих членов партии. Поэтому взгляды вышедших радикалов пользовались в партии широкой популярностью. Наиболее привержены им были молодёжные организации, особенно студенческое объединение FUAN. В руководстве лидером этих сил выступал Джорджо Альмиранте, с которым Пино Раути поддерживал тесную связь.

## Стратег напряжённости
В мае 1965 года в римском отеле Parco Dei Principi состоялась конференция ультраправых организаций с участием представителей военных спецслужб и предпринимательских кругов. Основными фигурами мероприятия являлись Пино Раути, Стефано Делле Кьяйе и Гвидо Джаннеттини. Делле Кьяйе располагал готовыми к действию силовыми группами AN, Джаннеттини представлял симпатизирующие ультраправым армейские круги (финансировавшие конференцию), Раути формулировал идеологические установки. Главной темой его доклада являлось противодействие коммунистической угрозе. Обсуждались планы развёртывания «революционной войны» против коммунизма и либерального государства. Конференция Parco Dei Principi в общих чертах наметила стратегию напряжённости на предстоявшие полтора десятилетия.
1 марта 1968 года произошла битва в Валле-Джулии, основную роль в которой сыграли боевики AN и активисты FUAN-Caravella. 16 марта того же года университетские столкновения продолжились между неофашистами и леваками. Ультраправые продемонстрировали свои мобилизационные и оперативные возможности.
В 1969 году в Италии произошло несколько крупных терактов, завершившихся декабрьской «резнёй Пьяцца Фонтана» — серией взрывов в Милане. Зимой 1969 — весной 1970 годов молодые боевики MSI и AN провели несколько силовых акций, массовых драк с коммунистами и ультралевыми в различных городах Италии. Летом 1970 года вспыхнуло восстание в Реджо-ди-Калабрия, в котором также активно проявились MSI, FUAN, AN. Стратегия, предложенная в Parco Dei Principi, по видимости, начинала проводиться в жизнь.
Сбой произошёл в декабре 1970-го, когда был сорван ключевой элемент — запланированный ультраправыми военный переворот и установление режима по типу греческих «чёрных полковников». (В качестве корреспондента крайне правого издания Il Tempo Пино Раути посещал Грецию в 1967 году, контактировал с греческими спецслужбами, организовывал поездки и тренировки итальянских неофашистов.) Однако отказ князя Боргезе от военно-фашистского выступления заставил ультраправых перейти к обороне.
4 марта 1972 года суд города Тревизо выдал ордер на арест Пино Раути по обвинению в причастности к взрывам 8 и 9 августа 1969 года. В обвинительном заключении появилась и причастность к «резне Пьяцца Фонтана», открывшей Свинцовые семидесятые. Годы спустя добавилось обвинение во взрыве в Брешиа в 1974 году (теракт против антифашистской демонстрации). За этот эпизод Раути был осуждён только в 2008, но оправдан по апелляции в 2010.

Это уже третий раз, когда меня обвиняют в убийстве. То площадь Фонтанов, то вокзал в Болонье. В обоих случаях я был полностью оправдан. Теперь Брешиа… Это политическое преследование за идеи, оно нужно центристам. Сегодня, как и тогда, ситуация в Италии не блестяща. Приходится бросать кость так называемому общественному мнению, находить крайне левых и крайне правых, а то и «массовых убийц». Начинается бред некоторых судей.

Пино Раути— 
В 1974 году, после Португальской революции, вскрылась работа Раути в международном агентстве Aginter Press, документы которого содержали установку на террористические атаки «под видом коммунистической деятельности» — при том, что ответственность за «резню Пьяцца Фонтана» первоначально возлагалась на ультралевых. В 1968—1969 годах отмечались контакты Раути с руководителем Aginter Press Ивом Герен-Сераком и анархо-фашистом Марио Мерлино — ближайшим соратником Делле Кьяйе, также обвинявшимся в «резне Пьяцца Фонтана», но впоследствии полностью оправданным. Однако ни одно из конкретных обвинений не удалось доказать. Раути был освобождён.

## Фашистская «Линия будущего»
Кончина Артуро Микелини в июне 1969 привела к возвращению на пост национального секретаря MSI Джорджо Альмиранте. 10 июля 1969 Пино Раути восстановил членство в MSI. На выборах 1972 Раути был избран депутатом парламента от неофашистской партии.
Первоначально Раути активно поддерживал Альмиранте, но вскоре убедился, что радикализм национального секретаря проявляется в основном в риторике, в практической же политике Альмиранте по большей части руководствуется прагматизмом. Раути возглавил в MSI радикальную фракцию Futura Line — «Линия будущего» («раутианцы»). В его идеологии и пропаганде произошёл заметный сдвиг влево. Была сделана ставка на популистские выступления не только под антикоммунистическими, но и антибуржуазными лозунгами. Этот курс встретил позитивный отклик в социально-проблемных регионах Южной Италии.

Мы должны взять на себя социальный аспект протестной альтернативы… Сдвиг влево должен убедить протестующих: настоящая революция — наша.

Пино Раути

Опорой «раутианцев» оставались молодёжные организации, для которых выдвигались креативные проекты — типа создания загородных «лагерей хоббитов», экологических групп, мобильных исследовательских центров. Несколько подорвала популярность в этой среде Раути его кампания за восстановление смертной казни в Италии.
В то же время на партийных форумах «раутианцы» вынуждены были поддерживать Альмиранте, поскольку реальной альтернативой его курсу выступали более умеренные консерваторы Эрнесто Де Марцио и Джованни Роберти.
На съезде MSI 1979 в Неаполе в центр дискуссии выдвинулись исторические оценки фашизма. Традиционный фашист Пино Ромуальди настоял на квалификации фашистского опыта как доктринальной основы партии. Пино Раути и его сторонники акцентировали революционную, антибуржуазную, коллективистскую тенденцию в фашизме. Победу на съезде одержал тандем Альмиранте-Ромуальди, однако было отмечено большое влияние Раути на наиболее активные группы членов партии.

Пино Раути был чётким политическим и культурным ориентиром для тех правых, кто хотел и мог говорить по-новому. Экология, добровольность, гражданские права становятся центральными вопросами современной политической повестки.

В начале 1980-х Пино Раути продолжал делать упор на социальную проблематику, экологизм, антисоветизм и антиамериканизм во внешней политике. Он акцентировал внимание к проблемам маргинальных групп итальянского общества и стран Третьего мира. «Раутианцы» активно работали над созданием сети молодёжных «партийных школ», клубов, кинотеатров, дискотек. Культурный ситуационизм Раути достигал таких масштабов, что его начинали обвинять в «отрыве от истоков фашизма» как движения традиционалистского.

## Эпоха «постнеофашизма»

### Краткое лидерство
В 1987 Джорджо Альмиранте оставил пост национального секретаря MSI. Пино Раути выдвинул свою кандидатуру. Однако на съезде в Сорренто преемником Альмиранте стал бывший лидер молодёжной организации Джанфранко Фини.
Раути одержал верх над Фини на съезде 1990 в Римини. На посту национального секретаря MSI, наблюдая подъём французского Национального фронта Ле Пена, Раути выводил в центр своей политики антииммигрантский мотив, критику этноплюрализма. Он даже поддержал «общезападную» линию в Войне в Персидском заливе. Такой курс обескуражил многих сторонников Раути, ожидавших от него динамичного радикализма. Требования же ограничить иммиграцию не привлекли широкой поддержки — этот вопрос в Италии не стоял так остро, как во Франции.
Поражение MSI на региональных выборах на Сицилии, где партия традиционно пользовалась немалым влиянием (менее 5 %, падение почти в два раза) дало повод Джанфранко Фини потребовать досрочного партсъезда. Раути подал в отставку. Национальным секретарём был вновь избран Фини, готовивший кардинальное преобразование MSI.

### Fiamma Tricolore
На съезде 1995 во Фьюджи неофашистское Итальянское социальное движение было трансформировано в национал-консервативный Национальный альянс во главе с Джанфранко Фини. Это решение вызвало критику ветеранов (их рупором выступала вдова исторического лидера Ассунта Альмиранте). Для Пино Раути, сохранявшего приверженность прежней радикальной идеологии, это явилось сокрушительным поражением. Курс Фини он называл «отрицанием собственной истории».
Раути учредил партию Movimento Sociale Fiamma Tricolore или Fiamma Tricolore (Социальное движение — Трёхцветное пламя). Партия позиционировалась как продолжатель неофашистской традиции Ромуальди и Альмиранте. Однако она не достигла успехов в конкуренции с Национальным альянсом за правый электорат. Вступив в коалицию с правопопулистским движением Сильвио Берлускони, Фини сумел занять нишу «правее правого центра». Единственным заметным успехом Fiamma Tricolore стало избрание в сенат сицилийского адвоката Луиджи Карузо.
В то же время Fiamma Tricolore длительное время оставалось наиболее структурированной и активной ультраправой партией Италии. Но её влияние, особенно в общенациональном масштабе, было невелико. В 1997 Раути безуспешно баллотировался в мэры Рима. В 2001 произошёл раскол с Карузо, который переориентировался на Берлускони. Ряд активистов во главе с Люкой Романьоли настаивал на менее идеологизированном и более прагматичном курсе.
В конце 2003 Раути намеревался включить Fiamma Tricolore в коалицию Социальная альтернатива — с Социальным действием Алессандры Муссолини, Новой силой Роберто Фиоре, Социальным национальным фронтом Адриано Тильгера. Однако уже в январе 2004 он отказался участвовать в этом проекте, дабы не выступать в роли «такси в Европу для Алессандры Муссолини». Показательно, что убеждённый фашист не усмотрел во внучке дуче принципиальной единомышленницы:

Моя партия объединяет тех, кто Чёрный. Я думал к выборам собрать под нашим символом все группы инакомыслящих. Но вместо этого… лишь римские салюты и взывания к дуче.

Ещё в октябре 2003 суд Рима удовлетворил иск ряда членов партии, оспоривших избрание Пино Раути на председательский пост. 31 января 2004 Романьоли поднял вопрос об исключении Раути из партии. 29 февраля 2004 Пино Раути был исключён из Fiamma Tricolore.

### Движение социальной идеи
Последней партией, в которой Пино Раути состоял и которую возглавлял, стало Движение социальной идеи, созданное в 2004. Идейные основы создали прежние установки «Центра исследований Нового порядка» и «Линии будущего». Партия малочисленна и практически невлиятельна. Максимальным результатом на выборах было 0,5 % в 2005, но тогда она выступала в соглашении с Домом свобод Берлускони. Кроме того, и здесь возникли внутрипартийные противоречия между сторонниками союза с Берлускони и сторонниками самостоятельного курса Раути.
В марте 2007 партия Раути заключила договор об избирательном союзе (Patto d’Azione — Пакт действий) с «Социальным действием» Муссолини, «Новой силой» Фиоре и организацией Volontari Nazionali («Национальные добровольцы», структура, происходящая из силовых подразделений Итальянского социального движения). Через некоторое время к пакту присоединился Социальный национальный фронт Тильгера. Была вновь символически зафиксирована попытка консолидации ультраправых. Однако проект Patto d’Azione не получил развития, поскольку Алессандра Муссолини сделала выбор в пользу союза с Берлускони и вступила в его партию.
В 2008 Движение социальной идеи выступало на выборах в блоке с «Новой силой». Во втором туре Пино Раути поддержал кандидатуру своего зятя Джованни Алеманно, который был избран мэром Рима от движения Берлускони.

## Кончина и похороны
Глубокую скорбь в связи с кончиной Пино Раути 2 ноября 2012 выразили такие деятели, как Ассунта Альмиранте (с которой покойный находился в дружеских отношениях) и Джанфранко Фини (чьим непримиримым противником он являлся).
На похоронах Пино Раути резкой обструкции подвергся Джанфранко Фини. Собравшиеся обвиняли его в предательстве и сравнивали с маршалом Бадольо, организовавшим в 1943 свержение и арест Муссолини.

## Семья в политике
Дочь Пино Раути — Изабелла — жена Джованни Алеманно, в молодости активного неофашиста, участника нападений на советское посольство, впоследствии сторонника Фини и министра в кабинете Берлускони. В 2008—2013 Алеманно был мэром Рима.
Изабелла также активно участвует в политике. В разное время она состояла в MSI и Fiamma Tricolore, затем, вместе с мужем, в Национальном альянсе и Народе свободы Берлускони. Избиралась в региональный совет Лацио. В июне 2013 министр внутренних дел Италии Анджелино Альфано назначил Изабеллу Раути своим советником по борьбе с насилием в отношении женщин.

## Экстравагантные оценки
Пино Раути называли «тихим конторщиком с душой поджигателя» или «чёрным Грамши».
По словам Джованни Алеманно, Пино Раути был единственным правым политиком, которому посвятила специальное эссе советская «Литературная газета».

## Роль и значение
Пино Раути никогда не занимал правительственных постов, в парламенте был рядовым депутатом. Во главе MSI он стоял короткое время на этапе угасания и не отличился успехами. Fiamma Tricolore и тем более Движение социальной идеи остались фактически маргинальными структурами. Раути не возглавлял сильной партии, не влиял на государственные решения (как Альмиранте), не располагал оперативными боевыми группами (как Делле Кьяйе), не являлся крупным террористом (как Конкутелли). В то же время Пино Раути — видная фигура итальянской политической истории XX века.
Это объясняется ведущей ролью Раути как идеолога неофашизма. Концептуальные разработки Центра Ordine Nuovo, его собственные воззрения создали доктринальный комплекс, так или иначе включающий практически все направления неофашистской мысли — от ультраконсерватизма (Фиоре) до анархо-фашизма (Мерлино). Многие крайне правые деятели считают Пино Раути своим учителем, даже если имели с ним конкретные политические противоречия.